# بورس نپال
بورس نپال (انگلیسی: Nepal Stock Exchange) بازار بورس اوراق بهادار نپال است، که در سال ۱۹۹۳ تأسیس شد.